# Astraptes parisi
Astraptes parisi is een vlinder uit de familie van de dikkopjes (Hesperiidae). De wetenschappelijke naam van de soort is voor het eerst geldig gepubliceerd in 1927 door Williams. Deze soort wordt ook wel in het geslacht Narcosius geplaatst.